# Il regalo
Il regalo è un film del 1982 diretto da Michel Lang, tratto dalla commedia Anche i bancari hanno un'anima di Italo Terzoli e Enrico Vaime.

## Trama
L'irreprensibile bancario francese Grégoire Dufour, stanco della routine lavorativa, decide di prendere l'occasione di prepensionamento offerto dalla banca e di lasciarsi alle spalle il grigiore della sua vita, programmando un lungo soggiorno a Venezia. I compagni di lavoro gli fanno un singolare dono d'addio, procurandoli la compagnia dell'avvenente prostituta Barbara, incaricata di accompagnarlo nel viaggio in Italia.